# Acantholycosa paraplumalis
Acantholycosa paraplumalis Marusik, Azarkina & Koponen, 2004 è un ragno appartenente alla famiglia Lycosidae.

## Etimologia
Il nome della specie deriva dal greco parà, che significa presso, vicino, simile e plumalis, in riferimento alla specie A. plumalis, cui rassomiglia.

## Caratteristiche
L'olotipo maschile rinvenuto ha lunghezza totale è di 8,00-10,00mm; la lunghezza del cefalotorace è di 4,50-4,75mm; e la larghezza è di 3,75-4,00mm.

## Distribuzione
La specie è stata reperita nella Russia centrale: l'olotipo maschile è stato rinvenuto sul Monte Boityrgan, nel distretto di Choya, appartenente alla sezione russa dei Monti Altaj.

## Tassonomia
Appartiene al plumalis-group, le cui caratteristiche peculiari sono: zampe coperte con radi peli lunghi, un grosso dente nell'embolus e le tasche apicali dell'epigino totalmente fuse.
Al 2016 non sono note sottospecie e dal 2011 non sono stati esaminati nuovi esemplari.